# Collectif antiraciste décolonial
Le Collectif antiraciste décolonial (CAD) est un collectif au sein du parti politique québécois de gauche Québec solidaire. Il revendique 80 membres et 2000 sympathisants. 
Ses deux porte-parole sont  Alisha Tukkiapik, une Inuite, et Ève Torres, une immigrante française convertie à l'islam et voilée. Toutes deux sont d'anciennes candidates du parti.
Sur sa page Facebook, le CAD se décrit comme étant « issu d’une volonté de membres de Québec solidaire de se regrouper afin de réfléchir et d’agir face aux enjeux de racisme systémique existant au sein du parti comme au sein de la société ».

## Controverses
Le CAD fut l'objet de critiques notamment pour avoir partagé et appuyé les propos controversés du professeur de l'Université d'Ottawa Amir Attaran, qui a comparé le Québec à un « Alabama du Nord ». Le collectif a également associé le journaliste de la Tribune parlementaire Patrice Bergeron, ainsi que les hommes politiques péquistes Paul St-Pierre Plamondon et Pascal Bérubé à la « droite extrême ». Le porte-parole masculin de Québec solidaire, Gabriel Nadeau-Dubois, ainsi que la présidente du parti, Nika Deslauriers, se sont publiquement dissociés des prises de position du CAD.
À la mi-mai, les membres de QS réunis en Conseil national devront débattre d'une motion de blâme - formellement, une demande de « se conformer aux statuts du parti » - soumise par le Comité de coordination national, l'instance exécutive du parti. Si elle est adoptée et que le collectif refuse de s'y soumettre, le Collectif antiraciste décolonial pourrait perdre son accréditation au sein du parti. De son côté, le CAD accuse la direction de QS de faire preuve de « racisme systémique » à leur égard. 
Lors d'un vote à huis clos tenu le 15 mai, la motion de blâme fut appuyée par la majorité des quelque 200 délégués rassemblés en Conseil national virtuel. Le taux d'appui atteint environ 81%. Selon Ève Torres, « Le message clair que ça envoie c’est que les personnes racisées, les personnes issues de l’immigration, les militantes et militants antiracistes ne sont pas, en fait, les bienvenus au sein de ce parti peut-être à moins qu’elles se conforment à la place qu’on leur impose. » Mme Torres a également indiqué qu'elle n'a pas l'intention d'être à nouveau candidate pour Québec solidaire.